# 南家恭一
南家 恭一（なんけ きょういち、1907年〈明治40年〉5月1日 - 没年不明）は、日本の実業家。南家商事社長。

## 人物
鳥取県西伯郡外江村（現・境港市外江町）出身。父は南家清一。鳥取県信用組合理事長、境港市監査委員会委員、境港商工会議所副会頭、鳥取県中小企業団体中央会理事などをつとめる。住所は境港市外江町。